# Bridge to Grace
Bridge to Grace is een Amerikaanse hardrockband afkomstig uit Atlanta, Georgia.

## Biografie
In 2007 leerden bassist Christian Lowenstein en gitarist Alex Cabrera elkaar kennen op de School of Rock te Atlanta. Samen met zanger David Garcia en percussionist Justin Little zouden zich in 2012 de band Bridge to Grace oprichten.
In 2013 bracht de band haar door Rick Beato geproduceerde debuut EP Staring in the Dark uit. Dit leverde hen een contract op bij Long Run Records, waar zij in 2015 hun eveneens door Beato geproduceerde debuutalbum Origins uitbrachten. Ter promotie toerde de band de daaropvolgende maanden door de Verenigde Staten met band als The Veer Union en Full Devil Jacket.
Op 25 augustus 2017 kondigde band aan dat de band een onderbreking zou inlassen, waarna Cabrera, Little en Lowenstein op 5 april 2018 bekend maakten dat zij onder de naam Funkhouser muziek gingen maken.
In 2019 bracht de band de EP The Vault uit. Tot nieuwe optredens kwam het echter niet.

## Bezetting
Huidige leden
- David Garcia - leidende vocalen
- Alex Cabrera - leidende gitaar, achtergrondvocalen
- Justin Little - drums, achtergrondvocalen
- Christian Lowenstein - bas

Tijdlijn

## Discografie
Studioalbums
- Origins (2015)

Ep's
- Staring in the Dark (2013)
- Conclusions (2017)
- The Vault (2019)